# 摩洛袞隕石坑

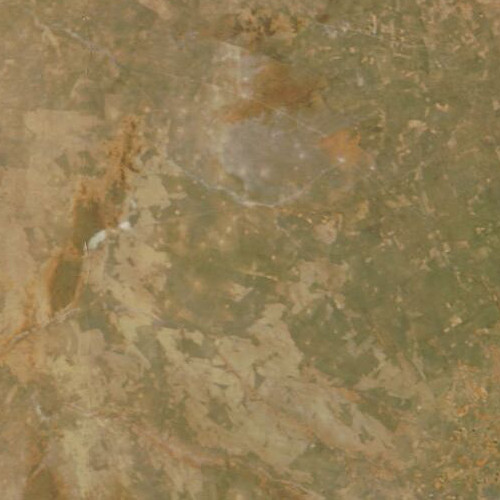
衛星影像

摩洛袞隕石坑（或摩洛袞狀及構造）是在喀拉哈里沙漠的摩洛袞附近，這是波札那共和國邊界南非省西北方的一座城鎮。
這個隕石坑是由一顆直徑5-10公里的小行星撞擊造成的，直徑至少有70公里，而年齡大約在1億450萬± 80萬年，相當於侏儸紀和白堊紀交替的時期，在1994年發現時，它並未暴露在表面，是由磁場和重力測量調查發現的。核心的樣本顯示，它是由一顆L球粒隕石的小行星撞擊形成的。
在2006年5月，一群科學家在該處挖掘，在770公尺（2500英呎）深處發現一個直徑25公分（9.8英吋）的原始的小行星碎片，同時在其它的深度也發現了一些直徑只有幾毫米的小碎片。這項發現令大家很意外，因為以前在這麼大的撞擊坑的鑽探從未發現這樣的碎片，因此認為小行星幾乎完全都被蒸發掉了。在倫敦的科學館側翼的展示廳可以看見一些碎片。

## 外部連結
- Fossil Meteorite Unearthed From Crater （页面存档备份，存于）

26°28′00″S 23°32′00″E / 26.466667°S 23.533333°E